# André Siaka
André Siaka, né le 21 janvier 1949 à Bandjoun (Cameroun), est un ingénieur et grand patron camerounais.

## Naissance et débuts
André Siaka est né en 1949 à Bandjoun dans l’ouest du Cameroun et est marié à Rose Youmdjou ; son père porte le nom de Gabriel Ngounlepue et sa mère Josephine Machagne. Il a est le deuxième d’une fratrie de onze enfants.
Il fréquente l’école Saint-Charles de Bandjoun, puis le Petit Séminaire Saint-Michel de Melong et le collège Libermann de Douala où il obtient le baccalauréat C en 1968. Après les classes préparatoires du lycée Sainte-Geneviève en France, il fréquente l’École polytechnique de Paris dont il sort ingénieur.
Il est recruté par la Société générale pour le poste de directeur général de la filiale du Cameroun. Il la quitte en 1976 pour les Brasseries du Cameroun où il passera trente-sept années, dont vingt-cinq comme directeur général. Qualifié de « gestionnaire moderne », il est « patron des patrons » (président du GICAM) entre 1993 et 2008.

## Patron des patrons

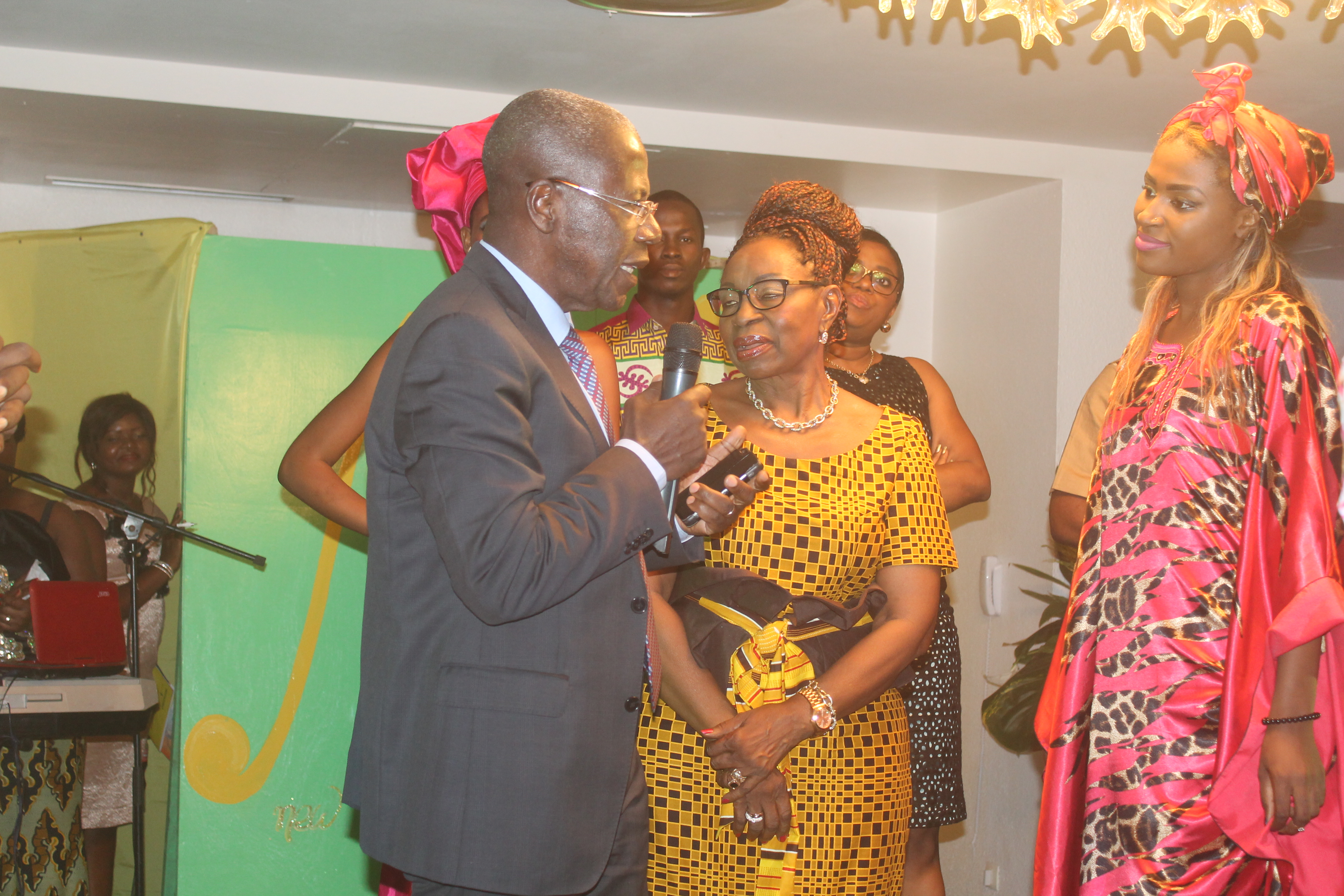
André Siaka, élite de Bandjoun.

André Siaka marque de son empreinte le Gicam par la construction de l'immeuble du siège, par le dialogue avec les pouvoirs publics, l’agrégation avec l’Unipace[Quoi ?], l’instauration d’un climat inter-entreprises[pas clair] et la mise en œuvre du Centre d’arbitrage[Quoi ?]. Il est le premier président du Groupement interpatronal du Cameroun. Il démissionnera quinze ans plus tard, en 2008.

## Industriel et chef d'entreprise
André Siaka est administrateur de plusieurs organisations et entreprises comme la Caisse nationale de prévoyance sociale (CNPS), l’Agence de régulation du secteur de l’électricité (Arsel), Orange Cameroun, Chanas Assurances, la Commission des marchés financiers (CMF), la présidence du Comité national de facilitation du trafic maritime et Ecobank dont il assume en 2013 la présidence par intérim... 
À partir de janvier 2014, il est administrateur de la Société Anonyme des Brasseries du Cameroun (SABC), président du conseil d'administration de la Socaver et de Sibraca Afrique au sein du Groupe BGI. 
Avec Routd’Af (Routes d’Afrique), l’entreprise du BTP qu’il a créé avec des partenaires sud-africains après son départ des Brasseries du Cameroun, il s’investit dans la construction d’infrastructures pour le Cameroun et l’Afrique.

## Titres honorifiques
- Consul honoraire de Monaco au Cameroun [7]
- Chevalier de la Légion d’Honneur (France)[7]
- Officier de la Reconnaissance Communautaire (Cemac)
- Commandeur de l’Ordre national de la Valeur du Cameroun[7]